# Region Vágar
Region Vágar – najbardziej na zachód wysunięty region Wysp Owczych. Obejmuje dwie wyspy: główną – Vágar i mniejszą – Mykines, dzięki czemu ma ok. 186 km² powierzchni, do tego w jego skład wchodzą jeszcze wysepki, znajdujące się poza główną osiemnastką – Tindhólmur i Gáshólmur, na które można dostać się z lądu. Cały obszar zamieszkany jest przez niemal 3 tysiące ludzi, głównie na Vágar – poza nią żyje jedynie 19 osób.

## Miasta, osady i gminy regionu Vágar
Większość osiedli znajduje się na głównej wyspie, Vágar. Dwie z dziewięciu osad są niezamieszkane, a tylko jedną zamieszkuje ponad tysiąc osób.
- Miðvágur jest największym miastem regionu, mieszka w nim 1046 osób[1], stanowi administracyjną stolicę Miðvágs kommuna. Pierwsi ludzie pojawili się tam już w czasach wikińskich, przekształcając szybko osiedlę w główny organ wyspy Vágar – to tam zbierał się lokalny Várting.

- Sørvágur to stolica administracyjna gminy Sørvágs kommuna. Miasto zamieszkane jest przez 966 ludzi[1] i jest drugie co do wielkości w regionie. Historia miasta i jego okolic jest dość dobrze znana przez to, że ludzie przenieśli swą osadę między 1200, a 1400 rokiem w obecne miejsce. Dzięki temu archeolodzy mogli zbadać pozostałości po poprzedniej wiosce, kiedy miasto rozrosło się i próbowano zbudować szkołę, odkrywszy na miejscu budowy bardzo stare zabudowania, które mogą pochodzić nawet z X wieku. Do osady należy administracyjnie jedyne lotnisko na archipelagu – Port lotniczy Vágar.

- Sandavágur jest trzecim co do wielkości miastem regionu i ośrodkiem trzeciej gminy – Sandavágs kommuna. Mieszka tam 797 ludzi[1], co stanowi całą populację gminy. Osada ma długą przeszłość, o której informuje nas kamień runiczny, znaleziony w 1917 roku. Pochodzi z XIII wieku i mówi o Torkilu Onandarsona z Rogaland (Norwegia), pierwszym osadniku na tych ziemiach. Jest to jeden z dziewięciu podobnych reliktów na Wyspach Owczych.

- Bøur to niewielka osada, zamieszkana przez zaledwie 71 stałych mieszkańców[1]. Wchodzi w skład Sørvágs kommuna. Jej korzenie sięgają Średniowiecza, choć niewiele jest na to dowodów archeologicznych, informuje nas o niej "List Psi" z 1350 roku. Osada to niemal idealny przykład farerskiej architektury – posiada wiele drewnianych domów o dachach z darni. Znajduje się tam jeden z kilku farerskich, zabytkowych, drewnianych kościołów zbudowany w 1865 roku.

- Vatnsoyrar jest jedną z najnowszych osad na Wyspach Owczych, stworzono ją bowiem w 1921 roku, jako jedyną osadę, która nie leży na wybrzeżu cieśniny lub oceanu, a nad jeziorem Sørvágsvatn (far. vatn – jezioro). Znajduje się tam niewielkie muzeum motoryzacyjne z dwoma samochodami – Fordem Modelem T (1915) i Fordem Modelem TT (1922). Osadę zamieszkuje 54 ludzi[1].

- Mykines to jedyna miejscowość na wyspie o tej samej nazwie. Mieszka tam 19 osób i liczba ta systematycznie spada. Najwyższą populację wioska osiągnęła w 1925, gdy mieszkało tam 179 ludzi. Pierwsze wzmianki o jej istnieniu pochodzą z 1769 – wedle pierwszego spisu mieszkało tam 61 osadników.

- Gásadalur jest najmniejszą zamieszkaną osadą regionu Vágar. Stale mieszka tam 15 osób, ich liczba ostatnimi czasy gwałtownie spada. Istnieją dwie wersje skąd wzięła się nazwa wioski – pierwsza, bardziej realistyczna, czerpie ją ze słowa gæs, co po farersku oznacza gęś i wzięło się od dzikich gęsi, druga zaś, bardziej mityczna, mówi o kobiecie Gæsa, której odebrano cały majątek za zjedzenie mięsa w wielki post, co skłoniło ją do opuszczenia rodzinnego Kirkjubøur i założenia nowej osady. Nie ma żadnych potwierdzonych wiadomości o słuszności którejkolwiek z wersji.

- Slættanes to niezamieszkana osada leżąca na północnym wschodzie wyspy Vágar. Stworzono ją w 1835, a swój najlepszy okres przeżyła w latach 1945–50, kiedy populacja sięgnęła nawet 130 osób, jednak stale mieszkało tam jedynie około 70 ludzi. Piętnaście lat później z powodu odizolowanej pozycji i trudności z dojazdem wioska całkowicie opustoszała, pozostało jedynie 12 domów mieszkalnych.

- Víkar jest drugą niezamieszkaną wioską regionu. Powstał w 1833 roku, przetrwał jednak bardzo krótko, bo jedynie do 1910. Trudności z dotarciem okazały się być zbyt wielką przeszkodą dla mieszkańców, dla których dotarcie do jakiegokolwiek większego miasta okazało się bardzo trudne i żmudne.

### Gminy
Region Vágar obejmuje trzy gminy: największą, liczącą 1100 mieszkańców, Miðvágs kommuna, średnią Sørvágs kommuna, mającą 1071 osób i ostatnią Sandavágs kommuna (797 ludzi). Przed zmianą z 1 stycznia 2005 roku, kiedy znacznie zmniejszono liczbę gmin istniały jeszcze Bíggjar kommuna i Mykinesar kommuna.